# Straßenbahn Eskişehir
Die Straßenbahn Eskişehir, vor Ort als EsTram bezeichnet, ist das am 24. Dezember 2004 eröffnete, meterspurige Straßenbahnsystem der anatolischen Stadt Eskişehir.

## Geschichte
Der Vertrag zum Bau des Straßenbahnnetzes der Straßenbahn Eskişehir wurde am 11. Juli 2002 unterzeichnet. Am 15. August 2002 begannen die Bauarbeiten in der Stadtmitte. Am 27. Juni 2004, nach nur 20 Monaten Vorbereitung, wurden die Bauarbeiten abgeschlossen und am 24. Dezember 2004 begann der Fahrgastbetrieb auf dem zunächst 14,8 km langen Streckennetz. Die Inspiration zur Errichtung des Netzes bezogen die Entscheidungsträger der Stadt von der Straßenbahn Linz, insbesondere deren Einbettung in schmale Straßen und Fußgängerzonen. Durch umfangreiche Ausbauten, die in den Jahren 2014, 2019 und 2021 eröffnet wurden, stieg diese auf 45,6 km (Stand April 2024; nur Strecken mit Linienverkehr). Alle Strecken, die in beiden Richtungen befahren werden, sind zweigleisig ausgebaut. Viele Wendeschleifen sind als teils sehr große Blockumfahrungen angelegt. Auf dem 2,5 km Streckenabschnitt Otogar – Opera fand zunächst bis zum 5. Januar 2025 noch kein Linienverkehr statt, seit dem 6. Januar 2025 wird er von der neuen Linie 36 mit einzelnen Fahrten bedient.
| Datum             | Streckenabschnitt                                   | Länge in km |                                                                                    |
| ----------------- | --------------------------------------------------- | ----------- | ---------------------------------------------------------------------------------- |
| 24. Dezember 2004 | Çarşi – SSK                                         | 14,8        |                                                                                    |
| 24. Dezember 2004 | Çarşi – Gökmeydan – Otogar                          | 14,8        |                                                                                    |
| 24. Dezember 2004 | Çarşi – Porsuk Spor Salonu – Osmangazi Üniversitesi | 14,8        |                                                                                    |
| 24. Dezember 2004 | Çarşi – Opera                                       | 14,8        |                                                                                    |
| 18. März 2014     | Yunusemre – Açelya                                  | 4,1         |                                                                                    |
| 7. August 2014    | SSK – Batıkent (inkl. Schleife Çamlıca)             | 11,1        |                                                                                    |
| 17. August 2014   | Porsuk Spor Salonu – Çankaya                        | 6,2         |                                                                                    |
| 10. Februar 2019  | Açelya – Öykü – Şehir Hastanesi                     | 2,3         |                                                                                    |
| 12. März 2021     | Öykü – 75. Yıl                                      | 4,6         |                                                                                    |
| 14. Juni 2021     | Opera – Kumlubel                                    | 2,5         |                                                                                    |
| 6. Januar 2025    | Otogar – Opera                                      | 2,5         | Aufnahme des Linienverkehrs, Abschnitt zuvor bereits als Betriebsstrecke vorhanden |

## Linien
Auf dem Streckennetz werden seit dem 6. Januar 2025 folgende Linien betrieben:
| Linie | Verlauf                                        | Takt in min (wochentags tagsüber) (Stand April 2024) |
| ----- | ---------------------------------------------- | ---------------------------------------------------- |
| 1     | Otogar – Gökmeydan – SSK                       | 8                                                    |
| 3     | Osmangazi Üniversitesi – SSK                   | 8                                                    |
| 4     | Osmangazi Üniversitesi – Gökmeydan – Otogar    | 11–16                                                |
| 7     | Osmangazi Üniversitesi – Çankaya               | 20                                                   |
| 8     | SSK – Batıkent                                 | 18                                                   |
| 9     | SSK – Çamlıca                                  | 18                                                   |
| 10    | Kumlubel – Opera – Gökmeydan – Şehir Hastanesi | 10                                                   |
| 12    | Osmangazi Üniversitesi – Gökmeydan – 75. Yıl   | 27                                                   |
| 36    | Otogar – Opera – Osmangazi Üniversitesi        |                                                      |

## Fahrzeuge
Als Rollmaterial stehen fünfteilige Einrichtungs-Multigelenkwagen der Typen Flexity Outlook C von Bombardier und 18T ForCity Classic von Škoda zur Verfügung. Die insgesamt 33 Flexity Outlook C wurden 2004, 2007 und 2013 ausgeliefert. Die 14 ForCity Classic wurden 2018, beginnend im März, ausgeliefert, nachdem Škoda sich in der Ausschreibung gegen den türkischen Mitbewerber Bozankaya durchgesetzt hatte. Der Auftrag war am 5. September 2016 bekanntgegeben worden. Die 30 m langen Garnituren sind mit Traktionsbatterien ausgestattet, die es den Fahrzeugen ermöglichen, eine 1 km lange oberleitungsfreie Strecke zu durchfahren.